# Thierry Deroin
Prof. Dr. Thierry Deroin (1960 ) es un botánico, curador, profesor francés . Trabaja desde largo tiempo en el CNRSL, con el cargo de conservación de la Histoteca vegetal y la Palinoteca del Museo Nacional de Historia Natural de Francia

## Algunas publicaciones
- Deroina, J-P; J Chorowicz, T Deroin, P Dutarte, J-Y Scanvic, A Simonin. 2003. The landscape-unit approach applied to geology, on SPOT images, in temperate climate zones using a test-area in the Cévennes (Massif Central, France). ISPRS Journal of Photogrammetry and Remote Sensing 45 ( 5-6) 1990 : 382-403

- T. Deroin. 1988. Aspects anatomiques et biologiques de la fleur des Annonacées. Reimpreso, 335 p.

## Honores

### Eponimia
- (Myrsinaceae) Tapeinosperma deroinii M.Schmid[2]
- La abreviatura «Deroin» se emplea para indicar a Thierry Deroin como autoridad en la descripción y clasificación científica de los vegetales.[3]